# Greg Graffin
Gregory Walter Graffin III (Madison, Wisconsin, Estados Unidos, 6 de noviembre de 1964), más conocido como Greg Graffin, es el cofundador y vocalista de la banda de punk rock californiana Bad Religion, y profesor de ciencias en la Universidad de California de Los Ángeles.

## Biografía
Graffin formó Bad Religion en 1979 a la edad de 14 años cuando estaba en la escuela. La banda lanzó un EP titulado "Bad Religion" en 1981 y se disolvió en 1985, para luego reagruparse en 1986. Firmaron con Epitaph Records, un sello discográfico creado originalmente por ellos para lanzar sus discos, el primero lanzado bajo este sello fue "Suffer" en 1988. Este disco es emblemático en la historia del rock por la aparición de un marcado estilo propio de la banda, llamado hardcore melódico, basado en gran parte en la melodía del folk y la fuerza del punk, y que sería imitado y popularizado por otras bandas de California a principios de los 90, como Pennywise, NOFX, No Use For A Name, y más tarde por otras europeas como Millencolin, No Fun at All o Burning Heads.
Los tres discos más populares bajo el sello Epitaph son "No Control", "Against the Grain" y "Generator". Graffin grabó un álbum como solista en 1997 titulado "American Lesion". Como banda, grabó "The process of belief" el 2002 y lo lanzó a fin de ese año con su primer sencillo "Sorrow" lanzado para Estados Unidos en invierno del 2002. En junio de 2005, se dijo que Graffin continuaría su proyecto como solista "American Lesion" con el lanzamiento de otro álbum el 2006. El álbum, llamado "Cold as the Clay" (Frío Como La Arcilla), está compuesto por 11 temas de música folk norteamericana de los siglos XVIII y XIX además de algunos escritos por él mismo. 
Sus discos en solitario sirven como muestra de la pureza melódica de sus particulares intenciones creativas, con acercamientos al folk y country norteamericanos, y a otras melodías del pop que, con Bad Religion fusiona junto al punk, al hardcore y al rock.
Graffin se tituló en antropología y geología en la universidad de California, Los Ángeles. También obtuvo un máster en geología en UCLA y se doctoró en paleontología evolutiva en la Universidad de Cornell. Sin embargo según un video originalmente de la página web oficial de Bad Religion y también disponible en la página web de "The Cornell Evolution Proyect" la tesis de doctorado fue oficialmente en zoología, supervisada por William B. Provine en la Universidad de Cornell. La tesis se tituló "Monismo, ateísmo y la visión del mundo del naturalista; perspectivas desde la biología evolutiva". (Monism, Atheism and the naturalist worldvision: Perspectives from evolutionary biology).
La tesis es esencialmente en biología de la evolución, pero también alcanza relevancia en historia y filosofía de las ciencias. Actualmente es profesor de ciencias en la Universidad de California de Los Ángeles, donde vive. También cabe destacar que coge el micrófono con la izquierda cosa que hace pensar que es zurdo, pero toca la guitarra y escribe con la derecha.

## Discografía

### Discografía solista
- American Lesion (1997)
- Cold as the Clay (2006)
- Millport (2017)

### Discografía conBad Religion
- Bad Religion (EP) (1981)
- How Could Hell Be Any Worse? (1982)
- Into the Unknown (1983)
- Back to the Known (EP) (1984)
- Suffer (1988)
- No Control (1989)
- Against the Grain (1990)
- Generator (1992)
- Recipe for Hate (1993)
- Stranger than Fiction (1994)
- The Gray Race (1996)
- No Substance (1998)
- The New America (2000)
- The Process of Belief (2002)
- The Empire Strikes First (2004)
- New Maps of Hell (2007)
- The Dissent of Man (2010)
- True North (2013)
- Christmas Songs (2013)
- Age of Unreason (2019)

## Enlaces de interés
- Manifiesto Punk en castellano escrito por Greg Graffin. Parte de una colección de ensayos de análisis sociocultural. Estos ensayos pueden leerse en inglés en la web de su grupo musical Bad Religion

- Datos: Q437255
- Multimedia: Greg Graffin / Q437255